# Dongshanba (köpinghuvudort i Kina, Jiangxi Sheng, lat 26,74, long 116,06)
Dongshanba är en köpinghuvudort i Kina. Den ligger i provinsen Jiangxi, i den sydöstra delen av landet, omkring 220 kilometer söder om provinshuvudstaden Nanchang. Antalet invånare är 24 168. Befolkningen består av 11 266 kvinnor och 12 902 män. Barn under 15 år utgör 22,0 %, vuxna 15-64 år 70 %, och äldre över 65 år 7,0 %.
Runt Dongshanba är det ganska tätbefolkat, med 166 invånare per kvadratkilometer. Närmaste större samhälle är Luokou, 12,5 km norr om Dongshanba. I omgivningarna runt Dongshanba växer i huvudsak blandskog.
Genomsnittlig årsnederbörd är 2 261 millimeter. Den regnigaste månaden är maj, med i genomsnitt 345 mm nederbörd, och den torraste är oktober, med 22 mm nederbörd.